# Aeschynanthus planipetiolatus
Aeschynanthus planipetiolatus là một loài thực vật có hoa trong họ Tai voi. Loài này được H.W.Li mô tả khoa học đầu tiên năm 1983.